# 村松友次
村松 友次（むらまつ ともつぐ、1921年(大正10年)1月30日 - 2009年(平成21年)3月16日）は、日本の国文学者・俳人。東洋大学短期大学名誉教授。

## 経歴
2921年、長野県小県郡丸子町（現上田市）で生まれた。ハルピン鉄道学院露語専修科でロシア語を学んだ。1944年から長野県および東京都にて小・中学校教諭として勤務。その一方で、東洋大学国文学科(二部)で学び、1962年に卒業。同大学大学院に進み、1967年に博士課程を満期退学。
国文学研究者として
東洋大学短期大学助教授に就いた。その後教授昇格。1987年、学位論文『曽良本『おくのほそ道』の研究』を東洋大学に提出して文学博士の学位を取得。1989年、第12代東洋大学短期大学学長に就任。1992年、学長ならびに同大学を退任し、名誉教授となった。その後は放送大学客員教授をつとめた。
歌人・俳人として
国文学研究者としては近世俳諧を専門としたが、自身も俳句を高濱虚子・高野素十に師事し、俳号は「紅花」。『ホトトギス』同人であった。俳誌『雪』主宰を経て、2006年『葛』を主宰した。俳諧研究、俳句の後継者に、谷地快一、池田俊朗、久保田敏子、真下良祐らがいる。歌人には江田浩司。
2009年に死去。

## 受賞・栄典
- 1985年：「芭蕉の手紙」で第4回俳人協会評論賞を受賞。

## 研究内容・業績
専門は近世俳諧とその歴史。旧ソ連圏で刊行された日本文学に関連する翻訳も手掛けた。

## 著作
著書
- 『新資料による芭蕉の作品と伝記の研究』笠間書院 1977
- 句集『梁守』永田書房 1978
- 『俳人の書画美術 第4巻 中興諸家』集英社 1980
- 『古人鑚仰』永田書房、1982
- 『芭蕉の手紙』大修館書店、1985
- 『花鳥止観』永田書房、1986
- 句集『木の実われ』永田書房、1988
- 『曽良本『おくのほそ道』の研究』笠間書院 1988
- 句集『村松紅花集』俳人協会 1990
- 『蕪村の手紙』大修館書店 1990
- 『素十俳句３６５日』永田書房 1991
- 句集『俳恩』永田書房 1994
- 『続　花鳥止観』永田書房 1994
- 『一茶の手紙』大修館書店 1996
- 『俳句のうそ』永田書房 1997
- 句集『村松紅花句集　破れ寺や』日本伝統俳句協会 1999
- 『芭蕉翁正筆奥の細道 曽良本こそ最終自筆本』笠間書院 1999
- 『『おくのほそ道』の想像力 中世紀行『都のつと』との類似』笠間書院 2001
- 『謎の旅人曽良』大修館書店 2002
- 『対話の文芸 芭蕉連句鑑賞』大修館書店 2004
- 『夕顔の花 虚子連句論』永田書房 2004
- 句集『夕日ぶら下り　村松紅花句集』日本伝統俳句協会 2005
- 『評伝高野素十』永田書房 2006

共著
- 『批判読み』長野一三と共編著、明治図書 1964
- 『日本文学案内 古典篇』神作光一共著、朝日出版社(世界文学シリーズ) 1978
- 『和文古典 4 (近世文学の世界)』清登典子共編著、放送大学 1990

翻訳
- 『ソビエトの読み方教授 文学教育と表現読み』E.B.Язовицкии(E. V. ヤゾヴィツキー)著、小島淳共訳、明治図書出版 1963
- 『ソビエトの読解指導 解明読み授業における思考の発達』А. И. Липкина(A. I. リープキナ)著、小島淳共訳、明治図書出版 1964
- 『日本の古典文学』テー・ペー・グリゴーリエワ著、訳編 朝日出版社 1968
- 『俳句』R・H・ブライス著、三石庸子共訳、永田書房 2004

校注・校訂
- 『松尾芭蕉集』(日本古典文学全集) 井本農一・堀信夫共校注・訳 小学館、1972
- 『河西本おくのほそ道』編 笠間書院 1974
- 『猿みのさがし』空然著、谷地快一共編 笠間書院 1976
- 『鑑賞日本の古典 蕪村集』尚学図書、1981
- 『芭蕉伝書集』1-2 橋村和紀・久保田敏子・池田敏朗共編、古典文庫 1983-1984
- 『俳諧三部集』蕉下庵門人、古典文庫、1986
- 『俳諧名所小鏡』蝶夢著、真下良祐共編 古典文庫、1990
- 『都のつと』釈宗久緒、編、古典文庫、1995